# 안동문화방송
안동문화방송 주식회사(安東文化放送株式會社, 약칭 안동MBC)는 경상북도 북부 지역을 가시청권으로 하는, 대한민국의 TV·라디오 방송국이다. 본사는 경상북도 안동시 태화동에 있다. 1970년 안동방송주식회사(ABC)로 개국하였으며 1971년 안동문화방송주식회사로 상호를 변경하였다. 대구·경북권의 myMBC 지상파DMB 주 사업자이다.

## 연혁

### 1970년대
- 1970년 7월 22일 : 안동방송주식회사(ABC) 설립 등기 (안동시 삼산동 방송국 소재)
- 1970년 9월 12일 : AM방송 개국(주파수 1017kHz, 출력 1㎾, 호출부호 HLAW), 초대 김제선 사장 취임. (안동시 남문동 145-3)
- 1971년 9월 17일 : 안동방송주식회사에서 안동문화방송주식회사(MBC)로 사명 변경
- 1971년 11월 12일 : 제2대 김대진 사장 취임.
- 1972년 11월 11일 : AM 1017kHz 출력 10㎾로 증강
- 1975년 : 삼산동 대구전기상회 건물에서(현재 삼산동 소재 방송국으로 쓰던 건물 남아있으나 1층 에뛰드하우스 안동점,2층,3층 설빙 삼산점,4층 현재 비어있음) 남문동 대구은행 2층, 3층 (현재 대구은행 지점 건물, 당시 1층은 현재와 마찬가지로 대구은행 지점, 2층,3층 안동MBC 방송국)으로 사옥 이전

### 1980년대
- 1980년 11월 1일 : 문화방송 지역 가맹국에서 문화방송 지역 계열사가 됨.
- 1983년 2월 28일 : 제3대 김무연(金武然) 사장 취임.
- 1983년 11월 1일 : VHF LOW 대역 주파수 채널 5번 출력 1KW 학가산 TV 중계소 개국.(당시에는 안동MBC TV연주소가 설립되지 않았으며 안동MBC TV가 아닌 대구MBC TV가 학가산 TV중계소를 통해 채널 5번으로 송출되었다. 1987년 11월 23일부터 안동MBC TV가 개국하여 학가산 TV중계소에서 대구MBC가 아닌 안동MBC 전파가 송출되었다.)
- 1984년 4월 16일 : 신사옥 기공
- 1984년 12월 1일 : 송·중계소를 한국전기통신공사(한국통신 현재KT)에 위탁운영
- 1985년 1월 31일 : 태화동 신 사옥 준공(현재 대구은행 건물에 1층은 당시에 대구은행 지점이었고 2층,3층이 안동MBC 사옥이었으나 태화동 현재 사옥 준공완료 후 태화동 현 위치로 사옥 이전함), 노원규 아나운서 입사.
- 1986년 3월 8일 : 제4대 변태석(卞泰錫) 사장 취임
- 1986년 7월 25일 : 음악FM방송 개국(주파수 91.3MHz, 출력 3㎾, 호출부호 HLAW-FM),대구 MBC로부터 음악FM편성권, 운영권 인수, 학가산 송신소 전파송출권 인수.)
- 1986년 12월 5일 : 江南 간이 TV중계소 개국(당시에는 대구MBC TV송출됨)
- 1987년 7월 1일 :  문경, 가은 간이 TV  중계소 개국(당시에는 대구MBC TV송출됨)
- 1987년 9월 26일 : 일월산 TV중계소 개국 채널 UHF 59번 출력 5㎾(당시에는 대구MBC TV 송출됨, 1988년 7월 1일부터 안동MBC에서 일월산 중계소 인수 운영하여 안동MBC TV 송출됨.)
- 1987년 10월 6일 : 청송 간이 TV중계소 개국(당시에는 대구MBC TV 송출됨)
- 1987년 11월 23일 : 안동MBC TV연주소 개국 - 대구MBC TV로부터 편성권 인수 학가산 중계소 인수 운영.
- 1987년 12월 29일 : 표준FM방송 개국(주파수 100.1MHz, 출력 1㎾, 호출부호 HLAW-SFM)
- 1988년 3월 16일 : 김규현(金奎顯) 상무이사 취임
- 1988년 3월 16일 : 송 · 중계소 환원(대구MBC TV 송출된 안동MBC 방송권역내 송, 중계소를 모두 안동MBC에서 인수 운영하여 안동MBC TV전파가 송출하도록 변경 하였음)
- 1988년 7월 1일 : 일월산 중계소 대구MBC로부터 인수 운영. 원래 대구MBC에서 안동 동부지역, 영주, 봉화, 영양, 청송 등의 난시청 해소 목적으로 설립하여 대구MBC가 송출되었으나 1988년 7월 1일부터 안동MBC에서 일월산 중계소를 인수 운영하여 아날로그 TV 채널59번이 대구MBC에서 안동MBC로 변경됨. 안동MBC 일월산 TV 방송 중계소 개국(UHF 채널, 59번, 출력 5㎾)
- 1988년 8월 1일 : 봉화간이 TV중계소 개국
- 1988년 12월 9일 : 춘양, 영양, 진보 간이 TV중계소 개국
- 1989년 2월 23일 : 제5대 권태수(權泰秀) 사장 취임

### 1990년대
- 1990년 2월 23일 : 제6대 김 용(金 鏞) 사장 취임
- 1991년 11월 7일 : 일본 야마가타방송과 자매결연
- 1992년 1월 5일 : 사무전산화 추진
- 1992년 4월 1일 : 송현동 R송신소 무인화 완료 운용(AM 라디오 AM 1017 kHz 송신소)
- 1992년 9월 17일 : 안동MBC 향토 문화상 제정 시상
- 1993년 3월 8일 : 일월산(日月山) TV중계소 무인화 운용개시
- 1993년 3월 23일 : 제7대 류제국(柳濟國)사장  취임
- 1994년 11월 1일 : 학가산 송신소 채널5번 TV 출력 증강.(기존 1㎾~3㎾)
- 1996년 1월 18일 : TV 중계차 구입
- 1996년 3월 19일 : 제8대 곽노우 사장 취임
- 1997년 11월 11일 : AM 송신소를 송현동에서 서후면 금계리로 이전
- 1997년 12월 6일 : 안동MBC 청소년 대상 제정 시상
- 1998년 9월 12일 : 학가산 TV/FM 송신소 개소
- 1999년 3월 12일 : 제9대 이원호(李元虎) 사장  취임

### 2000년대
- 2000년 5월 15일 :  인터넷 홈페이지 공식개통
- 2000년 6월 7일 :   제10대 윤종보(尹鍾保) 사장 취임
- 2001년 9월 12일 :  표준FM방송 스테레오화 (학가산 송신소 주파수 100.1MHz, 출력 1㎾, 호출부호 HLAW-SFM)
- 2002년 4월 1일 :   인터넷 방송 개시
- 2002년 12월 2일 :  라디오방송 자동화시스템 운용개시
- 2002년 12월 9일 :  중국 하남전시대(河南电视台)와 자매결연
- 2003년 3월 3일 :   제37회 납세자의 날 「산업포장」 수상
- 2003년 3월 11일 :  제11대 강철용(姜喆鏞) 사장 취임
- 2004년 5월 14일 :  한·중·일 방송 3사 교류사업에 관한 협정서 체결
- 2004년 8월 10일 :  제1회 한·중·일 친선 소년축구대회 개최
- 2005년 3월 8일 : 제12대 이상근(李相根) 사장 취임
- 2005년 12월 18일 : 학가산 송신소 DTV 개국
- 2006년 5월 16일 :  사옥 재단장 공사 준공
- 2008년 1월 31일 :  지상파 DMB 개국
- 2008년 3월 4일 :  제13대 전우성(全遇聖)사장 취임

### 2010년대
- 2010년 3월 16일 : 제14대 이윤철(李潤哲) 사장 취임
- 2010년 4월 3일 : 세계유교문화축전 조직위원회 출범
- 2011년 5월 23일 : 남선,의성DTV방송보조국 개국
- 2011년 12월 6일 : (재)세계유교문화재단 출범
- 2011년 12월 20일 : 영양TVR 준공
- 2011년 12월 26일 : 봉화,가은 DTV방송보조국 개국
- 2011년 12월 28일 : 구미 금오산 DMB방송보조국 개국
- 2012년 2월 28일 : 경주 벽도산 DMB방송보조국 개국
- 2012년 3월 29일 : 울진 현종산 DMB방송보조국 개국
- 2012년 4월 13일 : 영양DTV방송보조국 개국
- 2012년 7월 6일 : 진보TVR 준공
- 2012년 7월 10일 : 춘양,청송,진보,문경 DTV방송보조국 개국
- 2012년 10월 16일 : 가은TVR 준공
- 2012년 11월 6일 : 아날로그 방송 종료
- 2013년 6월 7일 : 제15대 김상철(金相哲) 사장 취임
- 2013년 7월 17일 : 경북 북부지역 디지털 주파수 재배치 완료
- 2015년 10월 13일 : 상주 만산동(천봉산)DTV방송보조국 개국
- 2016년 3월 7일 : 제16대 안택호 사장 취임
- 2018년 3월 6일 : 제17대 임대근 사장 취임
- 2018년 6월 1일 : 문경시 신기동 점촌 DTV방송보조국 대구MBC로부터 인수 운영하기 위해 자산이관 협약체결
- 2018년 7월 25일: 문경시 신기동 점촌 DTV방송보조국 대구MBC로부터 인수 운영하여 점촌 DTV방송보조국 개국

### 2020년대
- 2020년 9월 12일 : 안동MBC 창사 50주년 기념식 개최
- 2021년 12월 12일 : 서후송신소 AM 송출 일시 휴지
- 2022년 7월 12일 : 서후송신소 AM방송 송출 중단

## TV방송
1983년 11월 1일 학가산TV중계소에서 설치되고 4년 후 1987년 11월 23일 TV연주소를 갖추면서 안동문화방송의 TV방송이 시작되었으며 이후 2005년 12월 28일 디지털TV방송을 개국하였다. 경상북도 북부 지역을 가시청권역으로서 방송중이다.
1983년 11월 1일 학가산 TV중계소 설치 당시는 안동MBC TV방송은 실시되지 않으며 대구MBC 방송이 송출되었음. 이후 1987년 11월 23일 안동MBC TV방송 개국이후
안동MBC 방송 송출됨.
1994년 10월부터 학가산 송신소 TV방송출력이 1KW에서 3KW로 증강되어 영주시 문경시 상주시 난시청 사태가 개선되며 방송구역이 더 확장됨.
경북북부지역 난시청 해소하기 위해 학가산 송신소 출력증강으로 1KW 출력으로 전파 송출시 보다 수신감도 향상으로 난시청 문제가 어느정도 개선됨.

### 프로그램
보도
| 프로그램명          | 방송시간   | 편성시간              | 진행           |
| ------------------- | ---------- | --------------------- | -------------- |
| 안동MBC 뉴스투데이  | 월~금 30분 | 07:20 ~ 07:50         | 김민영         |
| 930 MBC 뉴스 경북   | 월~금 10분 | 09:35 ~ 09:45         | 김민영         |
| MBC 뉴스데스크 경북 | 월~금 20분 | 20:20 ~ 20:40 (월~금) | 허환구, 송나영 |

교양·예능
- 생방송 전국시대 - 매주 월~목 저녁 18:05~19:05 전국 생활 네트워크 프로그램(진행 : 백시연 아나운서)
- 테마기행 길 - 매주 금요일 저녁 18:05~19:05

### 방송 송출 시설망
- 호출부호 : HLAW-DTV
- 가상채널 : 11-1

| 송신소        | UHD      | UHD    | HD       | HD    | 송신소 위치                           |
| 송신소        | 물리채널 | 출력   | 물리채널 | 출력  | 송신소 위치                           |
| ------------- | -------- | ------ | -------- | ----- | ------------------------------------- |
| 학가산 송신소 | 준비중   | 준비중 | CH 22    | 1㎾   | 경북 안동시 북후면 신전리 산69        |
| 일월산 중계소 | 준비중   | 준비중 | CH 40    | 1㎾   | 경북 영양군 청기면 당리 산118         |
| 가은 중계소   | 준비중   | 준비중 | CH 20    | 20W   | 경북 문경시 가은읍 왕릉리 산18        |
| 문경 중계소   | 준비중   | 준비중 | CH 38    | 20W   | 경북 문경시 문경읍 하리 산1-5 잣밭산  |
| 남선 중계소   | 준비중   | 준비중 | CH 26    | 20W   | 경북 안동시 남선면 구미리 723-1       |
| 임동 소출력   | 준비중   | 준비중 | CH 40    | 0.05W | 경북 안동시 임동면 중평리             |
| 길안 소출력   | 준비중   | 준비중 | CH 22    | 0.05W | 경북 안동시 길안면 천지리             |
| 의성 중계소   | 준비중   | 준비중 | CH 27    | 20W   | 경북 의성군 의성읍 도동리 산43-1      |
| 봉화 중계소   | 준비중   | 준비중 | CH 30    | 20W   | 경북 봉화군 봉화읍 내성리 산57-2      |
| 춘양 중계소   | 준비중   | 준비중 | CH 42    | 5W    | 경북 봉화군 춘양면 의양리 산47-4      |
| 영양 중계소   | 준비중   | 준비중 | CH 31    | 5W    | 경북 영양군 영양읍 서부리 산37-4      |
| 입암 소출력   | 준비중   | 준비중 | CH 40    | 0.05W | 경북 영양군 입암면 산해리             |
| 진보 중계소   | 준비중   | 준비중 | CH 31    | 5W    | 경북 청송군 진보면 이촌리 산17        |
| 청송 중계소   | 준비중   | 준비중 | CH 37    | 20W   | 경북 청송군 청송읍 덕리 산36-1        |
| 상주 중계소   | 준비중   | 준비중 | CH 42    | 20W   | 경북 상주시 만산동 산68               |
| 물야 소출력   | 준비중   | 준비중 | CH 22    | 0.05W | 경북 봉화군 물야면 가평리             |
| 석보A 소출력  | 준비중   | 준비중 | CH 40    | 0.05W | 경북 영양군 석보면 신평리             |
| 석보B 소출력  | 준비중   | 준비중 | CH 40    | 0.05W | 경북 영양군 석보면 원리리             |
| 길안B 소출력  | 준비중   | 준비중 | CH 22    | 0.05W | 경북 안동시 길안면 만음리             |
| 산북 소출력   | 준비중   | 준비중 | CH 22    | 0.05W | 경북 문경시 산북면 대상리             |
| 마성A 소출력  | 준비중   | 준비중 | CH 20    | 0.05W | 경북 문경시 마성면 하내리             |
| 마성B 소출력  | 준비중   | 준비중 | CH 38    | 0.05W | 경북 문경시 마성면 오천리             |
| 문경A 소출력  | 준비중   | 준비중 | CH 38    | 0.05W | 경북 문경시 문경읍 각서리             |
| 문경B 소출력  | 준비중   | 준비중 | CH 38    | 0.05W | 경북 문경시 문경읍 하초리             |
| 은척 소출력   | 준비중   | 준비중 | CH 22    | 0.05W | 경북 상주시 은척면 봉상리             |
| 함창 소출력   | 준비중   | 준비중 | CH 22    | 0.05W | 경북 상주시 함창읍 덕통리             |
| 남원 소출력   | 준비중   | 준비중 | CH 22    | 0.05W | 경북 상주시 남장동 산68               |
| 낙동 소출력   | 준비중   | 준비중 | CH 22    | 0.05W | 경북 상주시 낙동면 비룡리             |
| 금성 소출력   | 준비중   | 준비중 | CH 22    | 0.05W | 경북 의성군 금성면 운곡리             |
| 풍기 소출력   | 준비중   | 준비중 | CH 27    | 5W    | 경북 영주시 풍기읍 오현리             |
| 송학산 송신소 | 준비중   | 준비중 | CH 14    | 0.05W | 경북 영주시 순흥면 석교리             |
| 점촌 중계소   | 준비중   | 준비중 | CH 27    | 5W    | 경북 문경시 신기동 산 123번지(틀모산) |

※ 문경시 신기동 산 123번지 틀모산 점촌중계소는 원래 대구MBC 중계소였으나 2018년 7월부터 안동MBC로 이관되어 안동MBC 중계소로 전환됨.
과거에는 대구MBC 전파 송출하였으나 2018년 6월 1일 대구MBC에서 이관 협약체결후 7월 25일부터 안동MBC 점촌중계소가 정식 개국함.
아날로그TV
- 호출부호 : HLAW-TV

| 송신소        | 채널  | 출력 | 송신소 위치                          |
| ------------- | ----- | ---- | ------------------------------------ |
| 학가산 송신소 | CH 5  | 3㎾  | 경북 안동시 북후면 신전리 산69       |
| 일월산 중계소 | CH 59 | 5㎾  | 경북 영양군 청기면 당리 산118        |
| 가은 중계소   | CH 31 | 100W | 경북 문경시 가은읍 왕릉리 산18       |
| 문경 중계소   | CH 27 | 100W | 경북 문경시 문경읍 하리 산1-5 잣밭산 |
| 점촌 중계소   | CH 27 | 100W | 경북 문경시 신기동 산123             |
| 남선 중계소   | CH 33 | 100W | 경북 안동시 남선면 구미리 723-1      |
| 의성 중계소   | CH 41 | 100W | 경북 의성군 의성읍 도동리 산43-1     |
| 봉화 중계소   | CH 45 | 100W | 경북 봉화군 봉화읍 내성리 산57-2     |
| 춘양 중계소   | CH 39 | 10W  | 경북 봉화군 춘양면 의양리 산47-4     |
| 영양 중계소   | CH 43 | 10W  | 경북 영양군 영양읍 서부리            |
| 청송 중계소   | CH 6  | 10W  | 경북 청송군 청송읍 덕리 산30-1       |
| 진보 중계소   | CH 37 | 10W  | 경북 청송군 진보면 이촌리 산17       |

## 라디오방송
1970년 9월 22일 안동방송(ABC)으로 AM라디오방송을 개국하였다. 이후 1986년 7월에는 음악FM이, 1987년 12월에는 표준FM을 개국했다. 2022년 7월에 AM을 폐지한 후에는 FM라디오 2채널을 운영 중이며, 경북 북부 지역(안동시, 영주시, 문경시, 상주시, 예천군, 의성군, 봉화군, 영양군, 청송군 등)을 가청권역으로서 방송 중이다.
2021년 12월 12일부터 2022년 6월 11일까지 서후송신소 AM 송출을 휴지했고, 2022년 7월 12일에 AM 방송을 완전히 폐지했다. 대구경북권 MBC에서는 대구문화방송에 이어 2번째로 중파방송 송출 중단이다.

### 프로그램

#### 안동MBC 라디오
| 프로그램명          | 요일  | 시간  | 진행자         |
| ------------------- | ----- | ----- | -------------- |
| MBC 정오종합뉴스    | 월~금 | 5분   | 허환구         |
| 라디오오늘          | 월~금 | 55분  | 송나영         |
| MBC 15시, 22시 뉴스 | 월~금 | 5분   | 허환구         |
| MBC 17시 뉴스       | 월~금 | 5분   | 송나영         |
| 즐거운 트로트 세상  | 토~일 | 115분 | 홍형철, 반근영 |

#### 안동MBC FM4U
| 프로그램명            | 요일 | 시간  | 진행자                  |
| --------------------- | ---- | ----- | ----------------------- |
| 안동MBC 정오의 희망곡 | 매일 | 120분 | 평일 김민영 주말 송나영 |
| FM응접실              | 매일 | 120분 | 송나영                  |

### 방송 송출 시설망
| 안동MBC 표준FM (1FM) | 안동MBC 표준FM (1FM) | 안동MBC 표준FM (1FM) | 안동MBC 표준FM (1FM) | 안동MBC 표준FM (1FM)           |
| 송신소               | 주파수               | 출력                 | 호출부호             | 송신소 위치                    |
| -------------------- | -------------------- | -------------------- | -------------------- | ------------------------------ |
| 학가산 송신소        | FM 100.1MHz          | 1㎾                  | HLAW-SFM             | 경북 안동시 북후면 신전리 산69 |
| 일월산 중계소        | FM 95.7MHz           | 500W                 | HLAW-SFM             | 경북 영양군 청기면 당리 산118  |
| 안동MBC FM4U (2FM)   |                      |                      |                      |                                |
| 송신소               | 주파수               | 출력                 | 호출부호             | 송신소 위치                    |
| 학가산 송신소        | FM 91.3MHz           | 3㎾                  | HLAW-FM              | 경북 안동시 북후면 신전리 산69 |

방송 송출 시설망 (AM 방송종료로 인해 현재 중단된 시설)
| 안동MBC 라디오 | 안동MBC 라디오 | 안동MBC 라디오 | 안동MBC 라디오 | 안동MBC 라디오                  |
| 송신소         | 주파수         | 출력           | 호출부호       | 송신소 위치                     |
| -------------- | -------------- | -------------- | -------------- | ------------------------------- |
| 서후 송신소    | AM 1017kHz     | 10㎾           | HLAW           | 경북 안동시 서후면 금계리 450-1 |

### 로고송 (표준FM 및 FM4U)
- 차차차 늘 고마워요 우린 친구에요 함께 노력하는 MBC와 함께
- MBC FM 꿈이 있어요 MBC FM 사랑도 있어요 MBC FM이 나는 좋아 MBC FM
- 난 네 마음을 열어줘 다가가 난 속삭이도록 언제나 내 생각으로 행복해야 해요 MBC 라디오
- 함께해요 좋은세상 당신의 좋은친구 문화방송
- 만나면 좋은친구 MBC MBC 문화 방송~

### 라디오 주파수 멘트
- FM 100.1Mhz 여러분의 안동문화 제1FM방송 입니다. HLAW-SFM
- FM 91.3Mhz 여러분의 안동문화 제2FM방송 입니다. HLAW-FM

## 지상파DMB방송
안동문화방송이 주사업자로, 대구문화방송, 포항문화방송과 함께 공동으로 투자하여 대구경북권 전역을 가시청권으로 하는 지상파DMB사업자로서 방송중이다.

## 직원

### 아나운서
- 허환구 - 1999년 입사
- 송나영 - 2025년 입사
- 김민영 - 2025년 입사

전직 아나운서
- 노원규 - 1985년 입사하여 2018년 정년 퇴임. 안동MBC 간판 아나운서. 현재 지역행사 및 축제 사회와 학생들 방송과 언론계 직업 지도하는 진로 강사로 활동 중
- 김민정 - 현재 CJ오쇼핑 쇼호스트, 쇼호스트 학원강사,  1996년 입사하여 2001년 퇴사
- 김다솜 -  2016년 입사하여 2017년 10월 퇴사
- 정효열 - 2015년 입사하여 2016년 10월 퇴사, 현재 아나운서 학원 운영
- 박은지 - 2013년 입사하여 2015년 퇴사, 현재 국방FM 아나운서
- 김효주 - 2015년 12월 입사하여 2017년 12월 퇴사, 2018년 퇴사이후 전 MBC강원영동 아나운서
- 손유빈 - 전 YTN NEWS FM 아나운서
- 전지영 - 2011년 입사하여 2013년 퇴사, 전 충주MBC 아나운서
- 이하나 -
- 황지경 - 2003년 입사하여 2007년 퇴사, 결혼으로 인한 퇴사이후 해외거주함
- 박보경 - 전 EBS 아나운서/전 MBC 프리랜서 아나운서(앵커)
- 신보혜 -
- 김수경 -
- 정진숙 -
- 허은정 -
- 김종윤 - 현재 TBN 경인교통방송 아나운서, 1996년 입사하여 2001년 퇴사
- 성소선 - 2008년 입사하여 2010년 퇴사, 전 춘천MBC 아나운서
- 김웅진 - 정년 퇴직
- 류재식 - 정년 퇴직
- 김혜경 - 현재 아나운서 학원강사
- 최유지 - 현재 안동MBC 광고사업부로 전직하여 광고사업부 재임. 1999년 입사하여 2010년 9월 안동MBC 광고사업부로 전직.
- 이정민 - 현재 cpbc 가톨릭평화방송 아나운서
- 김세희 - 2000년 입사 2003년 퇴사, 전 MBN 아나운서
- 김혜경 - 1980년대에서 1990년대 방송하였으나 현재 퇴사하여 서울소재 아나운서 전문학원 강사 재임중.
- 권미경 -
- 문지현 - 2017년 11월 입사하여 2018년 11월 30일 퇴사, 현 YTN 사이언스 앵커로 이직
- 김지윤 - 2014년 입사하여 2016년 퇴사 , 현 롯데홈쇼핑 쇼호스트로 이직
- 이다솔 - 현 CJ온스타일 쇼호스트
- 김경환 - 1987년 입사 2020년 정년퇴임
- 강지혜 - 2017년 입사 2021년 퇴사, 전 포항MBC 아나운서, 현 프리랜서 아나운서
- 유한솔 - 2021년 입사, 2022년 퇴사, 전 G1방송, 현 MBN 아나운서
- 손다정 - 2020년 입사, 2022년 퇴사
- 윤수빈 - 2022년 상반기 입사, 전 포항MBC 아나운서
- 김예인 - 2022년 입사, 2023년 퇴사
- 황지윤 - 2022년 입사, 2024년 8월 퇴사, 현 춘천MBC 아나운서
- 한주희 - 2024년 입사. 2024년 12월 퇴사, 현 대전MBC 아나운서
- 백시연 - 2023년 입사. 2025년 퇴사, 현 연합뉴스TV 아나운서

### MC 사람들
- 홍형철
- 반근영

전직MC 사람들
- 이동희
- 오승일
- 신경일
- 박귀이
- 정초은
- 권중기(故) - 1980년대에서 1990년대 후반기까지 안동MBC 자체프로그램 별이 빛나는 밤에 DJ(1990년대 후반까지 진행하였으나 이후 후임으로 김민정 아나운서가 별밤지기 DJ로 진행함), 안동MBC 퇴사이후 안동댐에 소재하는 안동댐 전원카페 옛날이야기에서 음악 DJ 및 가수로 활동함), 현재 지병으로 사망함.
- 최미근 - 현재 경기방송에서 PD로 이직
- 신서연
- 박세일
- 전승현
- 노병철
- 이언경 - 2003년에서 2004년까지 별이 빛나는 밤에 DJ, 전 MBN 앵커, 현재 채널 A 앵커 재임.

### 안동MBC 보도부
- 데스크 -
- 허환구 콘텐츠보도국장
- 김건엽 보도부장

- 보도팀 -
- 이정희 국장
- 홍석준 부장
- 엄지원 기자
- 김경철 기자
- 이도은 기자
- 김서현 기자

- 영상팀 -
- 차영우 부장
- 임유주 국장
- 원종락 국장
- 최재훈 국장

- 전직 기자(취재기자 및 촬영기자 포함) -
- 권영두 기자 - 2017년 1월에 정년퇴임
- 유선경 기자
- 남달구 기자 - 퇴사후 SBS 기자로 전직
- 배동배 기자
- 권영수 기자
- 손익창 기자
- 황재천 기자
- 박흔식 기자 - 2020년 1월 정년퇴직
- 정동원 기자
- 윤소영 기자 - 전 KBS청주방송총국 기자, 현 대전MBC 기자
- 정윤호 기자
- 이호영 기자
- 조동진 기자
- 성낙위 기자

## 역대 연중캠페인
- 2003년 연중 캠페인 '나보다는 우리, 모두가 행복해집니다.'
- 2004년 연중 캠페인 '배려하는 마음, 살맛나는 세상'
- 2005년 연중 캠페인 '다시, 힘을 모읍시다'
- 2007년 연중 캠페인 '우리의 아이들 미래의 경쟁력입니다'
- 2008년 연중 캠페인 '우리의 전통문화, 이제는 세계로!'
- 2009년 연중 캠페인 '지역문화콘텐츠가 우리의 경쟁력입니다.'
- 2010년 연중 캠페인 '지역의 힘 세계의 꿈 글로컬 리더 "안동MBC"
- 2011년 연중 캠페인 '지역의 시작! 놀라운 혜택'
- 2012년 연중 캠페인 '경북의 희망, 신도청시대 안동MBC가 함께 하겠습니다.'
- 2013년 ~ 2014년 연중 캠페인 '새로운 도약! 희망찬 미래, 안동MBC가 함께하는 新도청시대'
- 2015년 연중 캠페인 '새로운 시작. 경북을 넘어 세계로 ...'
- 2016년 연중 캠페인 '배려하는 마음이 성숙한 사회를 만듭니다.'
- 2017년 연중 캠페인 '기본과 원칙 우리 사회를 지켜내는 힘입니다.'
- 2018년 연중 캠페인 '지역의 힘으로 다시, 안동MBC가 함께 합니다.'
- 2019년 연중 캠페인 '임시정부의 중심 경북, 100년의 재도약'
- 2020년 연중 캠페인 '살리자 소멸 마을, 일으키자 우리 경북'
- 2021년 연중 캠페인 '당신을 응원합니다.'
- 2022년 연중 캠페인 '2022년 안동MBC와 다시 함께 희망으로'

## 해외 제휴국
- 일본 야마가타방송(山形放送)
- 중국 허난전시대(河南電視台)